# Tremecém (distrito)
Tremecém é um distrito localizado na província de Tremecém, no noroeste da Argélia.[carece de fontes?] O distrito é composto por apenas uma cidade: Tremecém.